# Julie Walters
Dame Julie Walters, właśc. Julia Mary Walters (ur. 22 lutego 1950, w Birmingham) – brytyjska aktorka. Dwukrotnie nominowana do Oscara. Grała m.in. w filmach: Billy Elliot, Edukacja Rity i Mamma Mia! oraz w serii filmów o Harrym Potterze. Odznaczona Orderem Imperium Brytyjskiego.

## Kariera
Karierę sceniczną rozpoczęła w Liverpoolu. W telewizji występowała już na przełomie lat 70. i 80. XX wieku. Rola Angie Todd w serialu Boys from the Blackstuff (1980) przyniosła jej pierwszą nominację do nagrody Brytyjskiej Akademii Filmowej (BAFTA). Wkrótce Julie stała się popularną aktorką charakterystyczną w kinie i telewizji brytyjskiej. W latach 80. i 90. uzyskała kolejne nominacje do nagrody BAFTA: w 1987 za pierwszoplanową kreację Cynthii Payne w filmie Personal Services, w 1991 za rolę Very w zrealizowanej w Kanadzie komedii Steping Out oraz w 1998 za postać Petuli Gordino w serialu Dinnerladies.
Zdarzało się, że była oskarżana o wulgarność. Stało się tak po jej rolach w farsie Wszystkiemu winien samochód (1985) Davida Greena oraz w satyrze społecznej Pełen zakres usług (1987) Terry’ego Jonesa. Publiczność kochała ją przede wszystkim jako odtwórczynię ról drugoplanowych, m.in. jako matkę pisarza Joe Ortona (Gary Oldman) w Nadstaw uszu (1987) Stephena Frearsa, jako panią Peachum w Mackie Majcher (1989) Menahema Golana, ekranizacji „Opery za trzy grosze” Bertolda Brechta lub jako żonę rabusia (Phil Collins) w „Busterze” Davida Greena. Znakomite kreacje stworzyła także w Killing Dad (1989) Michaela Austina, w Sister My Sister (1994) Nancy Meckler oraz w Girls Night (1998) Nicka Hurrana, gdzie wystąpiła obok Brendy Blethyn. Sukcesem na skalę międzynarodową okazała się rola pani Wilkinson, nauczycielki baletu w małym górniczym miasteczku w obrazie Billy Elliot (2000), debiucie filmowym reżysera teatralnego Stephena Daldry’ego. Walters została wyróżniona szeregiem nagród i nominacji, w tym do Oscara, nagrody BAFTA, Złotego Globu, Golden Satellite Award, a także Gildii Aktorów Scenicznych. W 2001 wystąpiła w oczekiwanej adaptacji powieści Harry Potter i Kamień Filozoficzny w reżyserii Chrisa Columbusa jako Molly Weasley. Błysnęła także w roli Rosie w filmie Mamma Mia!.

## Rodzina
Jej mężem jest Grant Roffey, z którym ma córkę Maisie.

## Pozostałe nagrody i nominacje
- 2004 – nominacja do Nagrody BAFTA dla najlepszej aktorki za film Opowieści kanterberyjskie
- 2003 – nominacja do Nagrody BAFTA dla najlepszej aktorki za film Murder
- 2002 – nominacja do Nagrody BAFTA dla najlepszej aktorki za film Obca krew
- 2001 – nominacja do Oscara dla najlepszej aktorki drugoplanowej za film Billy Elliot
- 2001 – nominacja do Złotego Globu dla najlepszej aktorki drugoplanowej za film Billy Elliot
- 2000 – Nagroda Felix dla najlepszej aktorki za film Billy Elliot
- 2000 – nominacja do Nagrody BIFA dla najlepszej aktorki za film Billy Elliot
- 1994 – nominacja do Nagrody BAFTA dla najlepszej aktorki za film Wide-Eyed and Legless
- 1992 – nominacja do Nagrody BAFTA dla najlepszej aktorki drugoplanowej za film Stepping Out
- 1988 – nominacja do Nagrody BAFTA dla najlepszej aktorki za film Personal Services
- 1984 – nominacja do Oscara dla najlepszej aktorki za film Edukacja Rity

## Filmografia
- 2018: Mary Poppins powraca jako Ellen
- 2018: Wild Rose jako Marion
- 2018: Mamma Mia: Here We Go Again! jako Rosie
- 2017: Gwiazdy nie umierają w Liverpoolu jako Bella Turner
- 2017: Paddington 2 jako Pani Bird
- 2016: Ulubieńcy publiczności jako Marie
- 2015: Brooklyn jako Madge Kehoe
- 2015: Indian Summers jako Cynthia Coffin
- 2014: Effie Gray jako Margaret Cox Ruskin
- 2014: Paddington jako Pani Bird
- 2013: Masz talent jako Yvonne Potts
- 2013: The Harry Hill Movie jako niania
- 2012: The Hollow Crown jako Pani Quickly
- 2011: The Jury II jako adwokat Emma Watts
- 2011: Harry Potter i Insygnia Śmierci. Część II jako Molly Weasley
- 2010: Harry Potter i Insygnia Śmierci. Część I jako Molly Weasley
- 2009: Harry Potter i Książę Półkrwi jako Molly Weasley
- 2009: A Short Stay in Switzerland jako Anne Turner
- 2008: David Copperfield
- 2008: Mamma Mia! jako Rosie
- 2008: Harry Potter i Książę Półkrwi jako Molly Weasley
- 2007: Zakochana Jane (Becoming Jane) jako Pani Austen
- 2007: Harry Potter i Zakon Feniksa jako Molly Weasley
- 2006: Nauka jazdy jako Evie
- 2005: Ostatnie wyzwanie jako Pani Marie Stubbs
- 2005: Brooklyn
- 2005: Wah-Wah
- 2004: Harry Potter i więzień Azkabanu jako Molly Weasley
- 2003: Dziewczyny z kalendarza
- 2002: Murder
- 2002: Harry Potter i Komnata Tajemnic jako Molly Weasley
- 2004: Zanim odejdziesz
- 2001: Obca krew
- 2001: Harry Potter i Kamień Filozoficzny jako Molly Weasley
- 2000: All Forgotten
- 2000: Billy Elliot
- 1999: Oliver Twist
- 1998: Talking Heads 2
- 1998: Dinnerladies
- 1998: Jack and the Beanstalk
- 1998: Titanic Town
- 1998: Babski wieczór
- 1997: Melissa
- 1997: Bathtime
- 1996: Intimate Relations
- 1996: Brazen Hussies
- 1995: Jake's Progress
- 1994: Requiem Apache
- 1994: Siostro, moja siostro
- 1994: Pat i Margaret
- 1993: Wide-Eyed and Legless
- 1992: Clothes in the Wardrobe
- 1992: Być kobietą
- 1991: Poważne uszkodzenie ciała
- 1991: Stepping Out
- 1989: Killing Dad
- 1989: Opera za trzy grosze
- 1988: Buster
- 1987: Talking Heads
- 1987: Personal Services
- 1987: Nadstaw uszu
- 1986: The Birthday Party
- 1985: Sekretny dziennik Adriana Mole'a lat 13 i 3/4
- 1985: Wszystkiemu winien samochód
- 1984: She'll Be Wearing Pink Pyjamas
- 1983: Edukacja Rity
- 1982: Intensive Care
- 1982: Boys from the Blackstuff
- 1981: Happy Since I Met You
- 1981: Nearly a Happy Ending
- 1979: Talent